# 荘厳舜哉
荘厳舜哉（そうごん しゅんや、1947年3月6日-　）は、日本の心理学者、元京都光華女子大学教授。日本感情心理学会理事長（2007年-2011年）
京都府生まれ。1970年同志社大学文学部心理学専攻卒、76年同大学院博士課程中退、大阪学院大学経済学部専任講師、1979年助教授、90年教授。97年「感情制御と社会的相互作用の研究」で同志社大学博士（心理学）。2007年京都光華女子大学教授。2013年退任。

## 著書
- 『ヒトの行動とコミュニケーション 心理生物学的アプローチ』福村出版　1986
- 『人間行動学 心理人類学への道』福村出版 1994
- 『文化と感情の心理生態学』金子書房 1997

### 共編著
- 『親と子の病理 症例からみた現代の家族』編 ナカニシヤ出版 1984
- 『行動の発達を科学する』根ヶ山光一共編著 福村出版 1990
- 『子育ての環境学』大日向雅美共編 大修館書店　実践・子育て学講座 2005

### 翻訳
- C.E.Izard 原著『感情心理学』監訳 ナカニシヤ出版 比較発達研究シリーズ 1996

## 論文
- ＜荘厳舜哉